# Encalypta alpina
Encalypta alpina là một loài rêu trong họ Encalyptaceae. Loài này được Sm. mô tả khoa học đầu tiên năm 1805.

## Hình ảnh

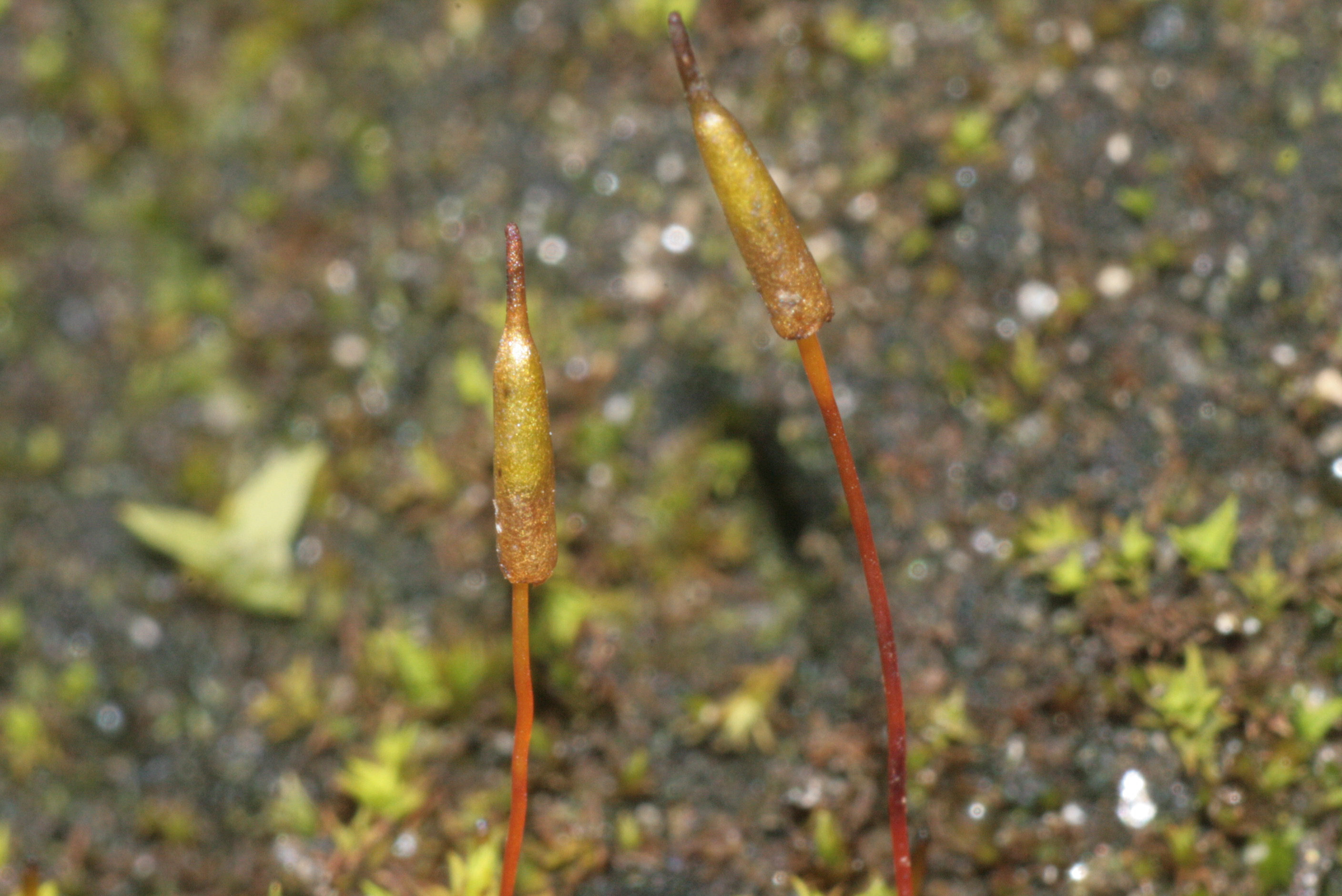
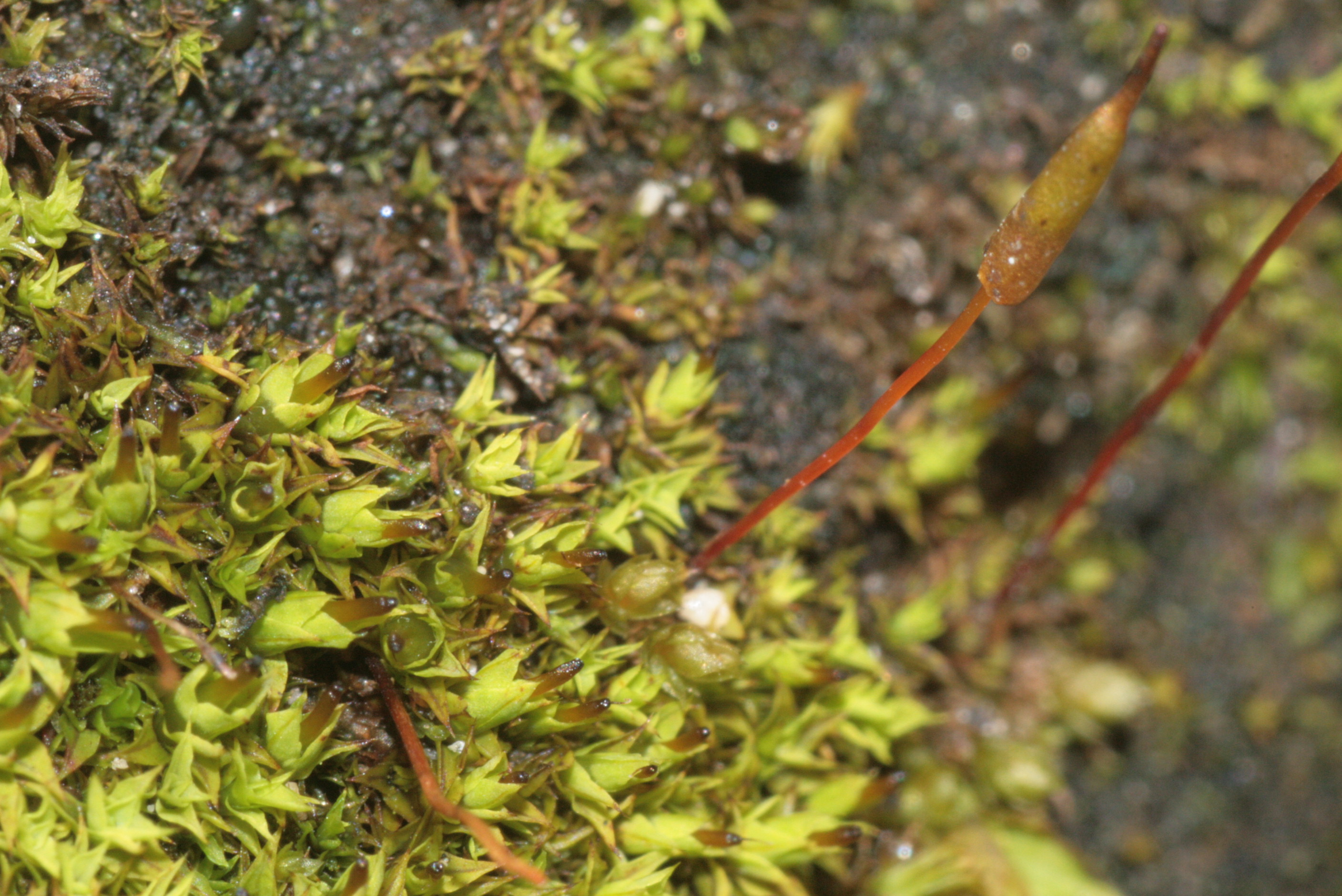
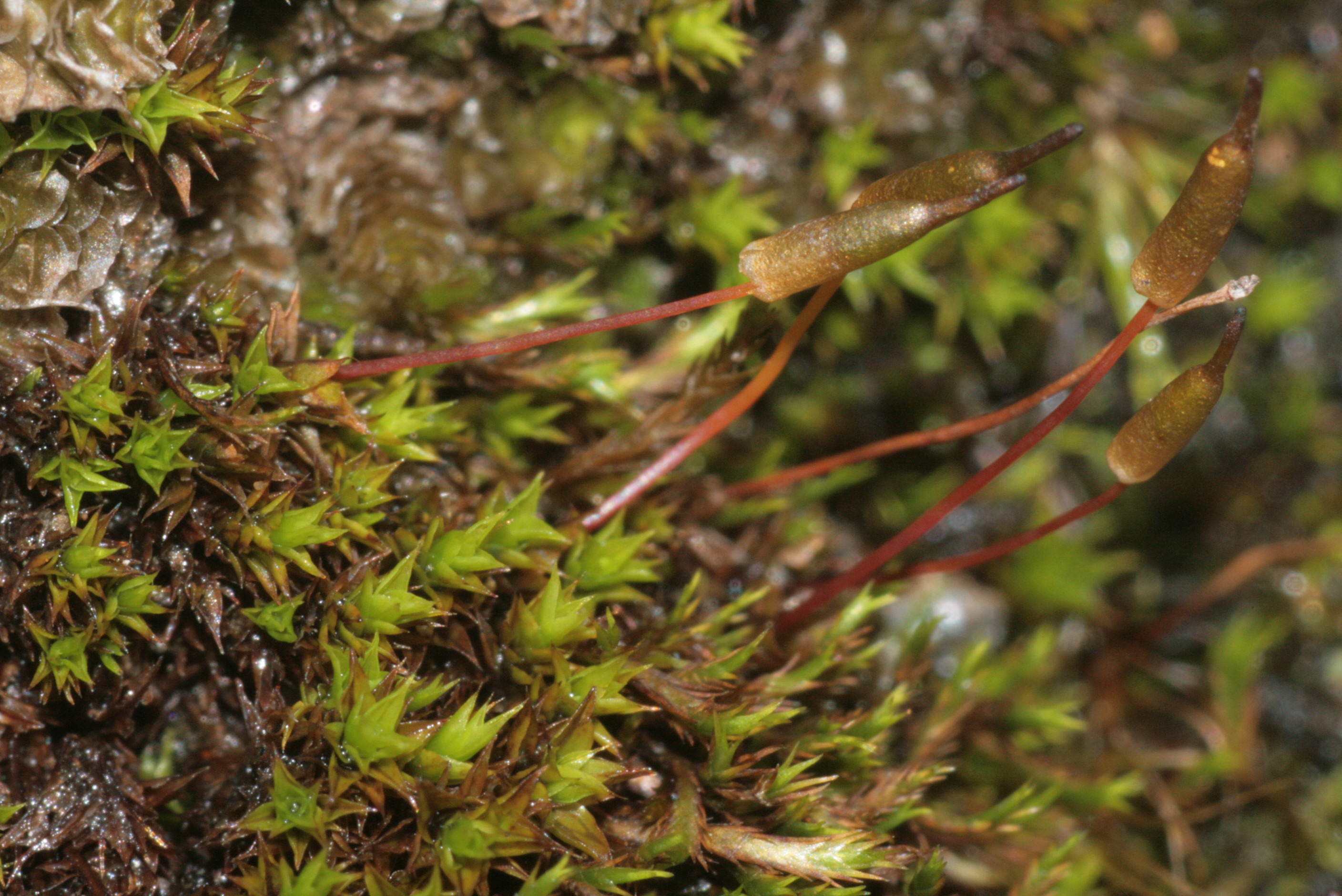
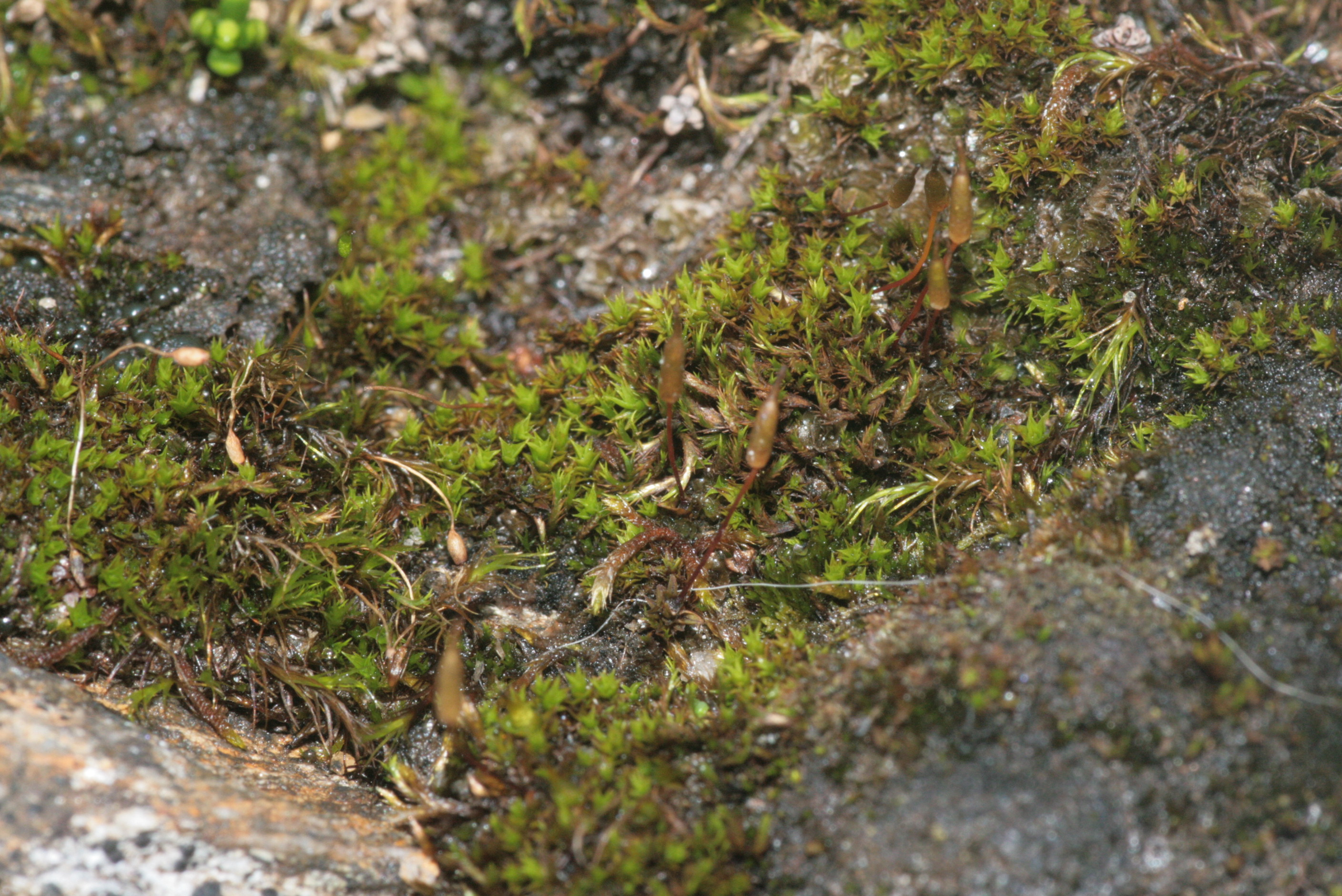